# 第13屆金音創作獎
第13屆金音創作獎是2022年臺灣創作音樂的年度盛事之一，以表揚年度傑出的臺灣創作音樂從業人員。

## 評審團
主席：許哲珮

## 入圍暨得獎名單
以表示得獎者

### 評審團獎
珂拉琪／《MEmento・MORI》

### 特別貢獻獎
謝明通 (阿通伯)

## 外部連結
- 第13屆金音創作獎入圍名單.文化部影視及流行音樂產業局.2022-09-15
- 第13屆金音創作獎得獎名單.文化部影視及流行音樂產業局.2023-03-03